# Canada aux Jeux olympiques d'hiver de 1964
Le Canada participe aux Jeux olympiques d'hiver de 1964, organisés à Innsbruck en Autriche. Ce pays participe aux Jeux olympiques d'hiver pour la neuvième fois après sa présence à toutes les éditions précédentes. La délégation canadienne, formée de 55 athlètes (43 hommes et 12 femmes), obtient trois médailles (une d'or, une d'argent et une de bronze) et se classe au neuvième rang du tableau des médailles.

## Médaillés
| Médaille                            | Nom                                             | Discipline          | Épreuve             |
| ----------------------------------- | ----------------------------------------------- | ------------------- | ------------------- |
| Médaille d'or, Jeux olympiques      | Vic Emery Peter Kirby Douglas Anakin John Emery | Bobsleigh           | Bob à quatre hommes |
| Médaille d'argent, Jeux olympiques  | Debbi Wilkes Guy Revell                         | Patinage artistique | Couples             |
| Médaille de bronze, Jeux olympiques | Petra Burka                                     | Patinage artistique | Simple femmes       |

## Ski alpin
Hommes
| Athlète          | Épreuve      | Course  | Course     |
| Athlète          | Épreuve      | Temps   | Classement |
| ---------------- | ------------ | ------- | ---------- |
| Peter Duncan     | Descente     | 2:30.06 | 34         |
| Rod Hebron       | Descente     | 2:27.90 | 30         |
| Gary Battistella | Descente     | 2:27.74 | 28         |
| Jean-Guy Brunet  | Descente     | 2:26.59 | 25         |
| Gary Battistella | Slalom géant | DSQ     | –          |
| Rod Hebron       | Slalom géant | DNF     | –          |
| Jean-Guy Brunet  | Slalom géant | 1:59.60 | 27         |
| Peter Duncan     | Slalom géant | 1:58.44 | 26         |

Slalom hommes
| Athlète         | Qualification | Qualification | Qualification | Qualification | Finale          | Finale          | Finale          | Finale          | Finale          | Finale          |
| Athlète         | Temps 1       | Classement    | Temps 2       | Classement    | Temps 1         | Classement      | Temps 2         | Classement      | Total           | Classement      |
| --------------- | ------------- | ------------- | ------------- | ------------- | --------------- | --------------- | --------------- | --------------- | --------------- | --------------- |
| Peter Duncan    | DNF           | –             | 56.43         | 12 QF         | 1:14.22         | 17              | 1:04.88         | 18              | 2:19.10         | 19              |
| Robert Swan     | DSQ           | –             | DNF           | –             | did not advance | did not advance | did not advance | did not advance | did not advance | did not advance |
| Rod Hebron      | 1:07.56       | 59            | 55.99         | 9 QF          | DSQ             | –               | –               | –               | DSQ             | –               |
| Jean-Guy Brunet | 54.98         | 23 QF         | –             | –             | DSQ             | –               | –               | –               | DSQ             | –               |

Femmes
| Athlète                  | Épreuve      | Course 1 | Course 1   | Course 2 | Course 2   | Total   | Total      |
| Athlète                  | Épreuve      | Temps    | Classement | Temps    | Classement | Temps   | Classement |
| ------------------------ | ------------ | -------- | ---------- | -------- | ---------- | ------- | ---------- |
| Nancy Holland            | Descente     |          |            |          |            | 2:04.53 | 34         |
| Karen Dokka              | Descente     |          |            |          |            | 2:04.04 | 28         |
| Linda Crutchfield-Bocock | Descente     |          |            |          |            | 2:03.10 | 24         |
| Nancy Greene             | Descente     |          |            |          |            | 1:59.23 | 7          |
| Karen Dokka              | Slalom géant |          |            |          |            | 2:09.63 | 34         |
| Linda Crutchfield-Bocock | Slalom géant |          |            |          |            | 2:05.04 | 32         |
| Nancy Holland            | Slalom géant |          |            |          |            | 2:04.39 | 31         |
| Nancy Greene             | Slalom géant |          |            |          |            | 1:57.76 | 16         |
| Karen Dokka              | Slalom       | DSQ      | –          | –        | –          | DSQ     | –          |
| Nancy Holland            | Slalom       | DSQ      | –          | –        | –          | DSQ     | –          |
| Nancy Greene             | Slalom       | 49.95    | 20         | 51.47    | 13         | 1:41.42 | 15         |
| Linda Crutchfield-Bocock | Slalom       | 49.38    | 18         | 53.77    | 19         | 1:43.15 | 16         |

## Hockey sur glace
Joueurs : Henry Åkervall, Gary Begg, Roger Bourbonnais, Ken Broderick, Ray Cadieux, Terry Clancy, Brian Conacher, Paul Conlin, Gary Dineen, Robert Forhan, Marshall Johnston, Seth Martin, Barry MacKenzie, Terry O'Malley, Rod Seiling, George Swarbrick

## Note
Les Soviétiques Ludmila Belousova et Oleg Protopopov remportent l'épreuve par couple devant les Allemands Marika Kilius et Hans-Jürgen Bäumler. La médaille de bronze est attribuée aux Canadiens Debbi Wilkes et Guy Revell. Les athlètes olympiques doivent être amateurs et, en 1966, Kilius et Bäumler doivent rendre leurs médailles à cause d'un contrat professionnel signé avant les Jeux. Les Canadiens reçoivent une médaille d'argent et les Américains Vivian et Ron Joseph, initialement quatrièmes, reçoivent une médaille de bronze. En 1987, le CIO décide cependant de rendre les médailles du couple allemand. Les résultats sont ensuite plongés dans la confusion puisque différents palmarès indiquent différentes informations. En 2013, le CIO indique que les Soviétiques ont la médaille d'or, les Canadiens et les Allemands se partagent la médaille d'argent et les Américains la médaille de bronze. Il précise que ce sont les résultats officiels depuis 1987,